# Джулі Девіс
Джулі Девіс (англ. Julie Davis; 1969, Маямі, Флорида, США) — американська режисерка, сценаристка, кіномонтажерка, кінопродюсерка і акторка.

## Життєпис
Джулі Девіс народилася в 1969 році в Маямі (штат Флорида, США).
У 1986 році закінчила "Miami Palmetto High School", а в 1990 році — Дартмутський коледж. У 1991 році Девіс вивчала програму редагування в AFI Conservatory.

## Кар'єра
Джулі Девіс розпочала кар'єру кіномонтажерки 1993 року з фільмом «Вуличний ангел». У 1994 році Девіс дебютувала як режисерка, сценаристка і кінопродюсерка картини «Інтенсивний французький», яку вона також змонтувала. У цьому ж році вона зрежисувала фільм Чаклунство 6: Коханка Диявола. У 1997 році вона дебютувала в кіно, зігравши роль Лізи у власному фільмі «Я кохаю тебе, не чіпай мене!».
У 2001 році Джулі Девіс отримала премію Santa Barbara International Film Festival у номінації «Найкращий фільм» («Оргазм Емі»).

## Фільмографія

### Режисерка[6]
2009 — У пошуках блаженства
2001 — All Over the Guy
2001 — Оргазм Емі
1997 — Я кохаю тебе, не чіпай мене!

### Акторка
- 2014 — Слово М — Джулі
- 2012 — Всього 45 хвилин від Бродвею — Бетсі Айзекс
- 2009 — У пошуках блаженства — Дія Каннонс
- 2001 — Оргазм Емі — Емі Манделл
- 1997 — Я кохаю тебе, не чіпай мене! — Ліза

### Авторка
- 2009 — У пошуках блаженства
- 2001 — Оргазм Емі
- 1997 — Я кохаю тебе, не чіпай мене!

## Особисте життя
З травня 1999 року Девіс одружена з кінопродюсером Скоттом Менделлом. Подружжя має дитину.